# Fell in Love
Fell in Love è un singolo del gruppo musicale statunitense Blink-182, pubblicato il 13 ottobre 2023. La canzone contiene un sample della canzone Close to Me dei Cure e vede la collaborazione di Ryan Tedder degli OneRepublic alla scrittura.

## Tracce
Download digitale
Testi e musiche di Mark Hoppus, Tom DeLonge, Travis Barker, Aaron Rubin, Ryan Tedder, Robert Smith.
1. Fell in Love – 2:18

## Formazione
Gruppo
- Mark Hoppus – voce, basso; songwriting
- Travis Barker – batteria; produzione e songwriting
- Tom DeLonge – voce, chitarra; songwriting

Produzione
- Aaron Rubin – songwriting, co-produzione, ingegneria della registrazione
- Ryan Tedder – songwriting
- Robert Smith – songwriting